# Siège de Mayence (1792)
Pour les articles homonymes, voir Siège de Mayence.
Ne doit pas être confondu avec Siège de Mayence (1793).
Première Coalition
Batailles
Le siège de Mayence est un court épisode des débuts de la Première Coalition, victorieux pour l’armée française de Custine qui s’empare de la place forte le 21 octobre 1792, au bout de trois jours de siège. Les Français occupent militairement Mayence, et tentent d'y installer la république de Mayence.

## Contexte
La Révolution française de 1789 trouve dans le prince archevêque de Mayence, Frédéric-Charles Joseph d'Erthal, un adversaire décidé, qui accueille à bras ouverts tous les nobles français fuyant l'agitation populaire. Mayence est ainsi l'épicentre de la contre-révolution en Europe. 
Après la déclaration de guerre de la France à l'archiduc d'Autriche François II le 20 avril 1792, la diète de Mayence se rassemble en juillet pour promettre de défaire les révolutionnaires français, au cas où ils porteraient atteinte à la famille royale (manifeste de Brunswick du 25 juillet 1792), et de leur « infliger un châtiment exemplaire ». Or l'échec de la fuite de Louis XVI à Varenne entraîne l'arrestation et l'inculpation du roi de France. Ainsi, le 4 août 1792, l'archevêque de Mayence rejoint la coalition austro-prussienne. 
Cependant, non seulement la tentative d'invasion de la France par les armées de la coalition échoue le 20 septembre à la bataille de Valmy, mais les armées révolutionnaires passent à la contre-offensive et traversent le Rhin, avec pour objectif Mayence.

## Déroulement
En réaction, les armées révolutionnaires commandées par le général Custine (remplaçant Nicolas Luckner à la tête l’armée du Rhin), occupent le Sud de la Rhénanie avec les villes de Landau et de Spire (les 29 et 30 septembre). Comme les Français ne peuvent tenir cette position bien longtemps, ils se replient quatre jours plus tard sur Worms. À Mayence, c'est la panique : les régiments du duc de Nassau évacuent la forteresse le 5 octobre  L'électeur, les évêques du chapitre, les aristocrates et leurs domestiques quittent précipitamment la ville. Selon les estimations, entre le quart et le tiers des 25 000 habitants s'enfuient. Le reste de la population se déclare pourtant prêt à défendre les fortifications endommagées entre-temps. Il se trouve ainsi 5 000 volontaires, ce qui est nettement insuffisant pour couvrir les gigantesques enceintes de la ville.
Les troupes françaises, devenues « armée des Vosges » par décision de la Convention, commencent l'encerclement et le siège de la ville le 18 octobre  Dans la nuit du 18 octobre, l'avant-garde du général Jean Nicolas Houchard arrive à Weisenau. 

« Le 19, le corps d'armée déboucha à la vue de Mayence et s'établit autour de la place ; notre droite s'appuyait au village de Hechtsheim, notre gauche au Rhin ; nous occupions Bretzenheim, Zahlbach (de), le moulin et les hauteurs de Gonsenheim et la tête des bois de Mombach ; le quartier général se plaça à Marienborn. Une de nos colonnes allant de ce village à Zahlbach, marchait à portée du canon de la ville ; les troupes mayencaises, qui garnissaient les ouvrages avancés, firent feu et nous blessèrent quelques hommes. Cette espèce d'investissement terminée, on éleva des batteries d'obusiers qui tirèrent sur le fort du Hauptstein et sur le corps de la place ; mais ce n'étaient que des pièces de campagne, et comme les ouvrages de fortification qui enveloppent la principale enceinte de Mayence sont très-étendus, on reconnut promptement l'impossibilité de porter dans la ville des obus de six pouces. Le commandant du génie Clémencey proposa de se servir de boulets rouges ; mais Custine lui répondit en riant qu'il aurait la ville sans recourir à ce moyen incendiaire. »

Le bruit court qu'environ 13 000 assiégeants ont pris position. Le conseil de guerre présidé par le comte Gymnich est terrifié. Gymnich convoque un conseil civil et militaire où sont appelés le baron de Stein, ministre de Prusse, le baron de Fechenbach, chanoine du chapitre cathédral, le baron Franz Joseph von Albini (de), chancelier de la cour, et M. de Kalckhoff, conseiller privé du prince-archevêque. Ces trois dignitaires de la cour ecclésiastique soutinrent qu'il fallait défendre Mayence, mais le gouverneur, le ministre de Prusse et les députés de la bourgeoisie ouvrirent un avis contraire, et, dans une dernière conférence où l'on convoqua les chefs des corps militaires, la reddition de la place fut motivée et résolue.
Le conseil décide de capituler sans combattre, le 20 octobre. Le 21 les Français entrent dans la cité résidentielle des plus grands princes électeurs d'Allemagne, malgré les fortifications étendues qui étaient censées protéger la ville.

## Après l'assaut
Ce jour fait date dans les relations ultérieures entre la France et le Saint-Empire. 20 000 soldats occupent la ville, un effectif bien supérieur à la population. Les occupants tentent de convertir les habitants aux bienfaits de la Révolution. Ce ne sont pourtant pas les idées révolutionnaires qui inquiètent la population, mais les problèmes quotidiens posés par le ravitaillement de forces d'occupation si considérables. En outre, le général Custine, qui prend ses quartiers au château des Princes-Électeurs, donne toutes sortes d'instructions en vue de la protection de l'université et des locaux de l'archi-épiscopat. Ainsi, beaucoup de bourgeois regardent les Français, non comme des envahisseurs, mais comme des libérateurs. Franz Konrad Macké occupe les fonctions de maire de février à juillet 1793.
Voici le témoignage d'un des Allemands favorables à l'arrivée des Français : « Enfin, notre peuple commence à rejeter ses chaines et à acquérir une dignité humaine. Bientôt nous serons libres. Quelques jours avant que les Français n’assiègent notre ville, j’éprouvais déjà une grande joie. La liberté et l’égalité gagnaient enfin Mayence ! Les Français faisaient enfin rendre gorge à nos despotes, et au premier d’entre eux, notre prince-évêque, qui avait pris la fuite quelques jours plus tôt. J’avoue que j’avais grand plaisir à la vue de l’immense désespoir qui saisissait nos nobles seigneurs. Ils étaient pris de panique à l’approche des Français et entassaient tout ce qu’ils pouvaient emporter avant de fuir la ville. » Johan Aloïs Becker, Lettre à mon meilleur ami, 29 novembre 1792, Archives de Mayence (Allemagne), Recueil 151. 

## Personnalités de la prise de Mayence
- Rudolf Eickemeyer
- Franz Ludwig von Hatzfeldt
- Chevalier von Fechenbach
- Chevalier Franz Joseph von Albini
- Général de division von Faber
- Moritz Kalkhoff conseiller privé de l'archévêque de Mayence Frédéric-Charles Joseph d'Erthal
- Jacques Darnaud
- Jean-Nicolas Houchard
- Maréchal de camp Louis Dominique Munnier
- Jérôme-Dominique Bourgeat
- Pierre Claude Pajol